# Chan Chu

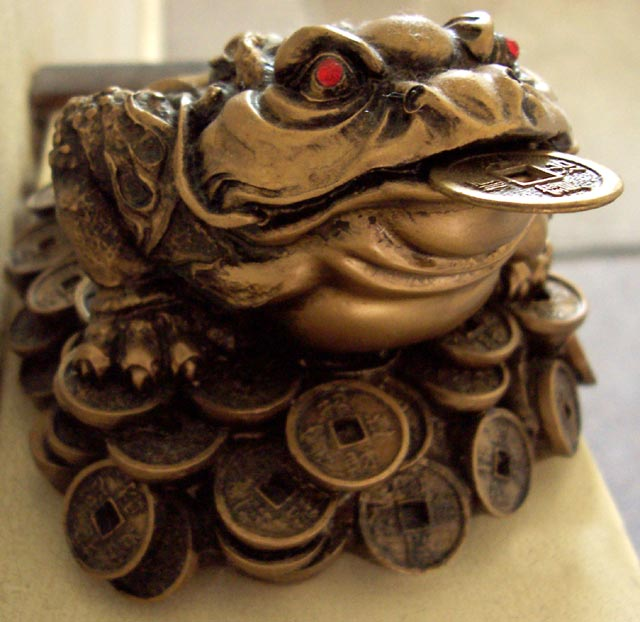
Ch´an Chu ou Sapo da Prosperidade

Chan Chu (chinês tradicional: 蟾蜍; Pinyin: chánchú; Wade-Giles: ch'an-ch'u) significa "sapo" ou "rã", especialmente o "Sapo da Sorte nas Finanças" (chinês tradicional: 招财蟾蜍; Pinyin: zhāocái chánchú; lit. sapo da prosperidade) ou Sapo de Três Pernas da Sorte, um símbolo popular de prosperidade da China. 
É normalmente retratado como um sapo-boi, com olhos vermelhos e narinas flamejantes, levando uma moeda na boca e sentando em uma pilha de moedas chinesas, barras de ouro ou em um bagua. Saindo dos cantos de sua boca, passando por seus ombros há também um cordão com moedas. Sua boca mantém-se aberta o suficiente para introdução e retirada de uma moeda, geralmente difere das demais por ser cunhada com imagens de dragões ou pássaros ao invés de símbolos escritos. No topo de sua cabeça é encontrado o símbolo do yin e yang. Nas suas costas geralmente encontram-se sete pedras conectadas por um linha representando a constelação de ursa minor. No final de suas costas encontra-se uma única perna virada para a esquerda.
Segundo a sabedoria do feng shui, acredita-se que ele tenha o poder de afastar o mal, proteger a riqueza e aumentar a renda. Segundo a tradição deve ser colocado encarando a porta comercial ou residencial expressando o desejo do dono em trazer dinheiro de fora. 